# إبراهيم سيساي
إبراهيم سيساي (بالإنجليزية: Ibrahim Sesay)‏ هو لاعب كرة قدم سيراليوني، ولد في 18 أكتوبر 2004 في فريتاون في سيراليون.

## وصلات خارجية
- إبراهيم سيساي على موقع قاعدة بيانات كرة القدم.إي يو (الإنجليزية)
- إبراهيم سيساي على موقع ناشيونال فوتبول تيمز (الإنجليزية)
- إبراهيم سيساي على موقع Soccerway.com (الإنجليزية)